# In concerto dal Blue Moon di Ogliastro Marina
In concerto dal Blue Moon di Ogliastro Marina è un doppio album live di Franco Califano pubblicato nel 1982 dall'etichetta Lupus.

## Tracce
Disco 1
- La musica è finita
- Da molto lontano
- Un grande amore e niente più
- Vivere per vivere
- Minuetto
- Una ragione di più
- Baciami per domani
- Semo gente de borgata
- E la chiamano estate
- Questo nostro grande amore
- Una serata insieme a te

Disco 2
- Amore, amore, amore
- La malinconia
- Bimba mia
- Me 'mbriaco
- Buio e luna / La mia libertà
- Io nun piango
- L'ultimo amico va via
- M'ennamoro de te
- Tutto il resto è noia
- Tac
- Guapparia / Reginella